# RSGC3
RSGC3 là cụm sao phân tán lớn trẻ thuộc Ngân Hà. Nó được phát hiện vào năm 2010 trong các dữ liệu khảo sát GLIMPSE. Cụm này nằm trong chòm sao Thuẫn Bài ở khoảng cách khoảng 7 kpc từ Mặt Trời. Nó có khả năng nằm ở điểm giao cắt của đầu phía bắc Tay đòn dài của Ngân Hà và phần bên trong của nhánh Thuẫn Bài-Bán Nhân Mã - một trong hai nhánh xoắn ốc chính của Ngân Hà.
Tuổi của RSGC3 được ước tính là 18-24 triệu năm. 16 thành viên siêu sao khổng lồ đỏ của cụm được phát hiện với khối lượng khoảng 12–15 M☉, là các tiền thân của siêu tân tinh loại II. Cụm này rất mờ nhạt và không được phát hiện trong ánh sáng nhìn thấy. Nó nằm gần các nhóm siêu sao khổng lồ đỏ khác được gọi là RSGC1, Stephenson 2, Alicante 7, Alicante 8 và Alicante 10. Tổng khối lượng của RSGC3 ước tính khoảng 20.000 lần khối lượng Mặt Trời, làm cho nó trở thành một trong những cụm sao phân tán lớn nhất trong Ngân Hà.
Một công trình khác đã xác định được ít nhất là 30 siêu sao khổng lồ đỏ bổ sung trong vùng lân cận RSGC3, 7 trong số đó là gộp nhóm chặt chẽ và được cho là tạo thành cụm có tên là Alicante 7. Số lượng các siêu sao khổng lồ đỏ được xác định trong một số khu vực nhỏ được nghiên cứu trong khu vực này của bầu trời tạo thành một phần đáng kể của tất cả những gì đã biết trong Ngân Hà, cho thấy các tính chất rất bất thường đối với khu vực gần đoạn cuối của Tay đòn dài của Ngân Hà.